# В'єтнам на Чемпіонаті світу з водних видів спорту 2015
В'єтнам взяв участь у Чемпіонаті світу з водних видів спорту 2015, який пройшов у Казані (Росія) від 24 липня до 9 серпня.

## Плавання
В'єтнамські плавці виконали кваліфікаційні нормативи в дисциплінах, які наведено в таблиці (не більш як 2 плавці на одну дисципліну за часом нормативу A, і не більш як 1 плавець на одну дисципліну за часом нормативу B):
Чоловіки
| Спортсмен      | Дисципліна            | Попередній заплив | Попередній заплив | Півфінал        | Півфінал        | Фінал           | Фінал           |
| Спортсмен      | Дисципліна            | Час               | Місце             | Час             | Місце           | Час             | Місце           |
| -------------- | --------------------- | ----------------- | ----------------- | --------------- | --------------- | --------------- | --------------- |
| Хоанг Куї Фиок | 100 м вільним стилем  | 51.21             | =59               | Завершив виступ | Завершив виступ | Завершив виступ | Завершив виступ |
| Хоанг Куї Фиок | 200 м вільним стилем  | 1:54.31           | 63                | Завершив виступ | Завершив виступ | Завершив виступ | Завершив виступ |
| Хоанг Куї Фиок | 100 м батерфляєм      | DNS               | DNS               | Завершив виступ | Завершив виступ | Завершив виступ | Завершив виступ |
| Лам Куанг Нят  | 1500 м вільним стилем | 15:54.56          | 41                | Н/Д             | Н/Д             | Завершив виступ | Завершив виступ |
| Ле Нгуєн Пол   | 50 м на спині         | 26.14             | 36                | Завершив виступ | Завершив виступ | Завершив виступ | Завершив виступ |
| Ле Нгуєн Пол   | 100 м на спині        | 56.95             | 44                | Завершив виступ | Завершив виступ | Завершив виступ | Завершив виступ |
| Ле Нгуєн Пол   | 200 м на спині        | 2:04.78           | 32                | Завершив виступ | Завершив виступ | Завершив виступ | Завершив виступ |
| Чан Зуї Кхой   | 200 м комплексом      | 2:04.30           | 31                | Завершив виступ | Завершив виступ | Завершив виступ | Завершив виступ |
| Чан Зуї Кхой   | 400 м комплексом      | 4:27.43           | 35                | Н/Д             | Н/Д             | Завершив виступ | Завершив виступ |

Жінки
| Спортсменка        | Дисципліна           | Попередній заплив | Попередній заплив | Півфінал         | Півфінал         | Фінал            | Фінал            |
| Спортсменка        | Дисципліна           | Час               | Місце             | Час              | Місце            | Час              | Місце            |
| ------------------ | -------------------- | ----------------- | ----------------- | ---------------- | ---------------- | ---------------- | ---------------- |
| Нгуєн Тхі Ань Вьєн | 200 м вільним стилем | 2:00.80           | 31                | Завершила виступ | Завершила виступ | Завершила виступ | Завершила виступ |
| Нгуєн Тхі Ань Вьєн | 200 м комплексом     | 2:13.41           | 16 Q              | 2:13.29          | 15               | 2:12:33          | 3                |
| Нгуєн Тхі Ань Вьєн | 400 м комплексом     | 4:38.78           | 10                | Н/Д              | Н/Д              | 4:40:79          | 2                |